# Wilson (Oklahoma)
Wilson é uma cidade localizada no estado norte-americano de Oklahoma, no Condado de Carter.

## Demografia
Segundo o censo norte-americano de 2000, a sua população era de 1584 habitantes.
Em 2006, foi estimada uma população de 1621, um aumento de 37 (2.3%).

## Geografia
De acordo com o United States Census Bureau tem uma área de
14,7 km², dos quais 14,7 km² cobertos por terra e 0,0 km² cobertos por água.

## Localidades na vizinhança
O diagrama seguinte representa as localidades num raio de 28 km ao redor de Wilson.